# Trypetisoma leucostictum
Trypetisoma leucostictum är en tvåvingeart som först beskrevs av Mario Bezzi 1928.  Trypetisoma leucostictum ingår i släktet Trypetisoma och familjen lövflugor.
Artens utbredningsområde är Fiji. Inga underarter finns listade i Catalogue of Life.